# Robin Hood e i compagni della foresta
Robin Hood e i compagni della foresta (anche conosciuto col titolo La storia di Robin Hood) è un film prodotto dalla Disney nel 1952. È stato girato nel Buckinghamshire in Inghilterra.

## Trama
Inghilterra, anno del Signore 1190.
Riccardo I d'Inghilterra soprannominato "Cuor di Leone" parte per la terza Crociata e lascia il comando del regno al terribile fratello Giovanni, che in poco tempo instaura una vera e propria tirannia. Robin Hood, fedele seguace di Riccardo, difende i poveri sudditi dalle grinfie del tiranno e del suo servo, lo Sceriffo di Nottingham.

## Produzione
La produzione iniziò nell'aprile del 1951 ai Denham Film Studios di Londra. Fu il secondo film realizzato dalla Disney nel Regno Unito, dopo L'isola del tesoro nel 1950. Questo film e diversi altri furono realizzati utilizzando finanziamenti britannici che erano stati congelati durante la Seconda guerra mondiale. Robin Hood e i compagni della foresta fu filmato in Technicolor.

## Distribuzione
La prima mondiale ebbe luogo a Londra il 13 marzo 1952 e la prima statunitense a New York il 26 giugno 1952. Per promuovere questo film fu prodotto un cortometraggio intitolato The Riddle of Robin Hood.

## Accoglienza

### Incassi
Il film fu uno dei più visti del 1952 in Gran Bretagna, e incassò oltre 4 578 000 dollari ai botteghini nordamericani.

### Critica
Il New York Times lo definì "un'esperta trasposizione di un'antica legenda che è bella da vedere come le sue tinte in Technicolor e vivace come un solido western [...] L'azione – il parlar cortese e il sentimentalismo sono tenuti al minimo indispensabile – è  robusta e abbastanza continua"; Leonard Maltin ha notato similmente una "frizzante e  colorata rinarrazione della nota storia, girata in Inghilterra da Walt Disney con un cast eccellente. Non si focalizza sul personaggio come altre versioni, ma a suo modo è buono"; Radio Times scrisse: "Non può reggere il confronto con la versione con Errol Flynn, ma gli autentici esterni inglesi e la raffinata fotografia in Technicolor lo rendono un eccellente intrattenimento per famiglie. Richard Todd è a suo agio nei panni del famoso fuorilegge, ma non sono da meno Peter Finch come l'infingardo sceriffo di Nottingham e il delizioso Hubert Gregg, un perfetto modello del malvagio re Giovanni."